# تاكومي تاكاهاشي
تاكومي تاكاهاشي (باليابانية: 高橋巧) مواليد 26 نوفمبر 1989 في اليابان، هو متسابق دراجات نارية ياباني. نافس في سباقات بطولة العالم لفئة 250 سي سي ولفئة 125 سي سي ولفئة 50 سي سي. كما شارك في بطولة العالم للموتو جي بي.

## النتائج

### سباق الجائزة الكبرى للدراجات النارية

#### السباقات حسب السنة
(مفتاح)
| السنة | الفئة      | الدراجة | 1       | 2          | 3         | 4       | 5       | 6        | 7        | 8        | 9        | 10      | 11         | 12         | 13         | 14           | 15         | 16       | 17      | 18     | مركز. | نقاط |
| ----- | ---------- | ------- | ------- | ---------- | --------- | ------- | ------- | -------- | -------- | -------- | -------- | ------- | ---------- | ---------- | ---------- | ------------ | ---------- | -------- | ------- | ------ | ----- | ---- |
| 2005  | 125 سي سي  | هوندا   | إسبانيا | البرتغال   | الصين     | فرنسا   | إيطاليا | كتالونيا | هولندا   | بريطانيا | ألمانيا  | تشيك    | اليابان 25 | ماليزيا    | قطر        | أستراليا     | تركيا      | بلنسية   |         |        | ن.غ.م | 0    |
| 2006  | 250 سي سي  | هوندا   | إسبانيا | قطر        | تركيا     | الصين   | فرنسا   | إيطاليا  | كتالونيا | هولندا   | بريطانيا | ألمانيا | تشيك       | ماليزيا    | أستراليا   | اليابان 23   | البرتغال   | بلنسية   |         |        | ن.غ.م | 0    |
| 2007  | 250 سي سي  | هوندا   | قطر     | إسبانيا    | تركيا     | الصين   | فرنسا   | إيطاليا  | كتالونيا | بريطانيا | هولندا   | ألمانيا | تشيك       | سان مارينو | البرتغال   | اليابان ل.ين | أستراليا   | ماليزيا  | بلنسية  |        | ن.غ.م | 0    |
| 2008  | 250 سي سي  | هوندا   | قطر     | إسبانيا    | البرتغال  | الصين   | فرنسا   | إيطاليا  | كتالونيا | بريطانيا | هولندا   | ألمانيا | تشيك       | سان مارينو | إنديانا    | اليابان 17   | أستراليا   | ماليزيا  | بلنسية  |        | ن.غ.م | 0    |
| 2015  | موتو جي بي | هوندا   | قطر     | الأمريكتان | الأرجنتين | إسبانيا | فرنسا   | إيطاليا  | كتالونيا | هولندا   | ألمانيا  | إنديانا | تشيك       | بريطانيا   | سان مارينو | أرغون        | اليابان 12 | أستراليا | ماليزيا | بلنسية | 26    | 4    |

## روابط خارجية
- تاكومي تاكاهاشي على موقع MotoGP.com (الإنجليزية)
- تاكومي تاكاهاشي على موقع WorldSBK.com (الإنجليزية)